# Jaktregale

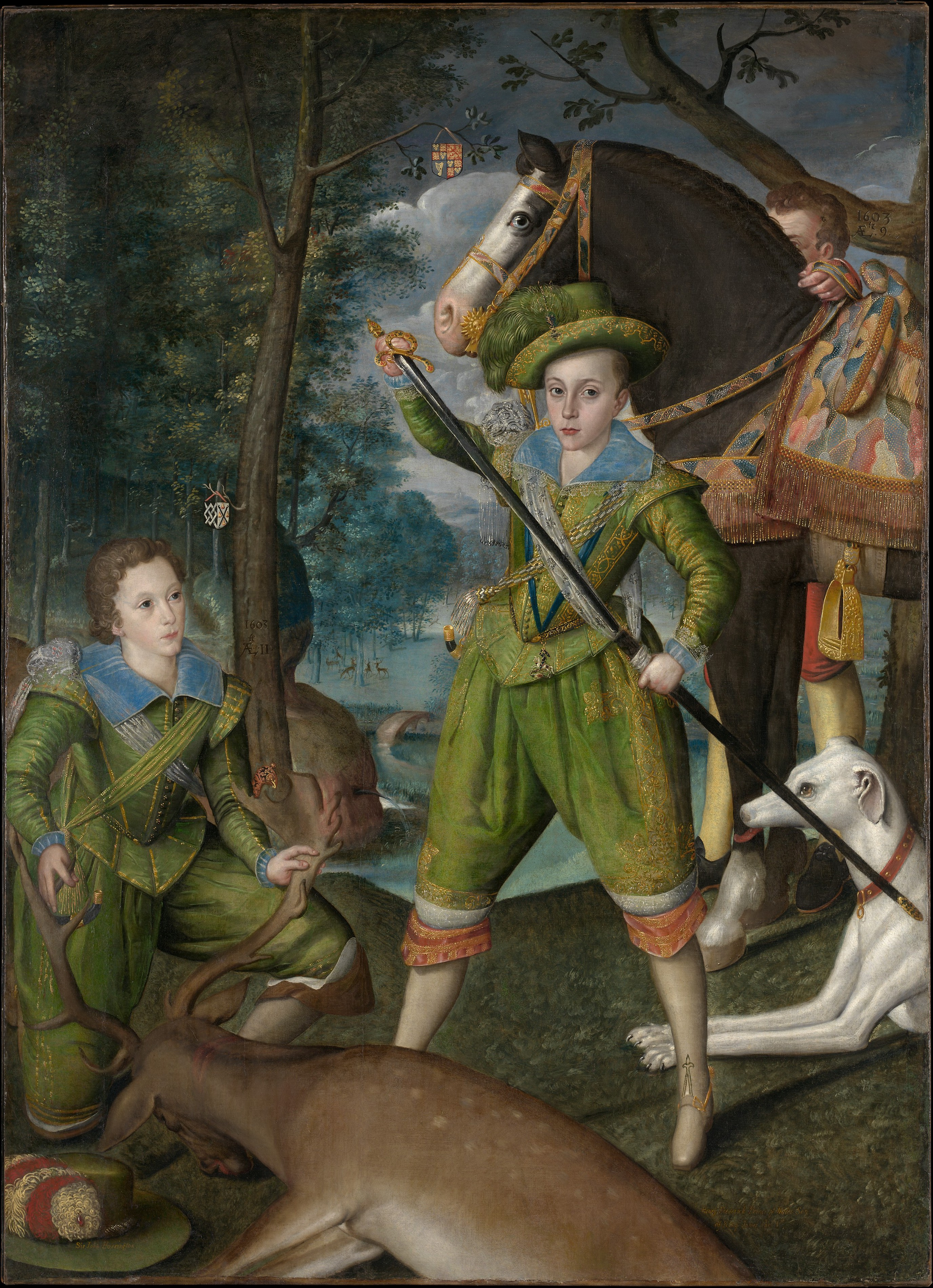
Henrik, prisen av Wales, i sina jaktmarker, med sir John Harington. Olja på duk, av Robert Peake ca 1610.

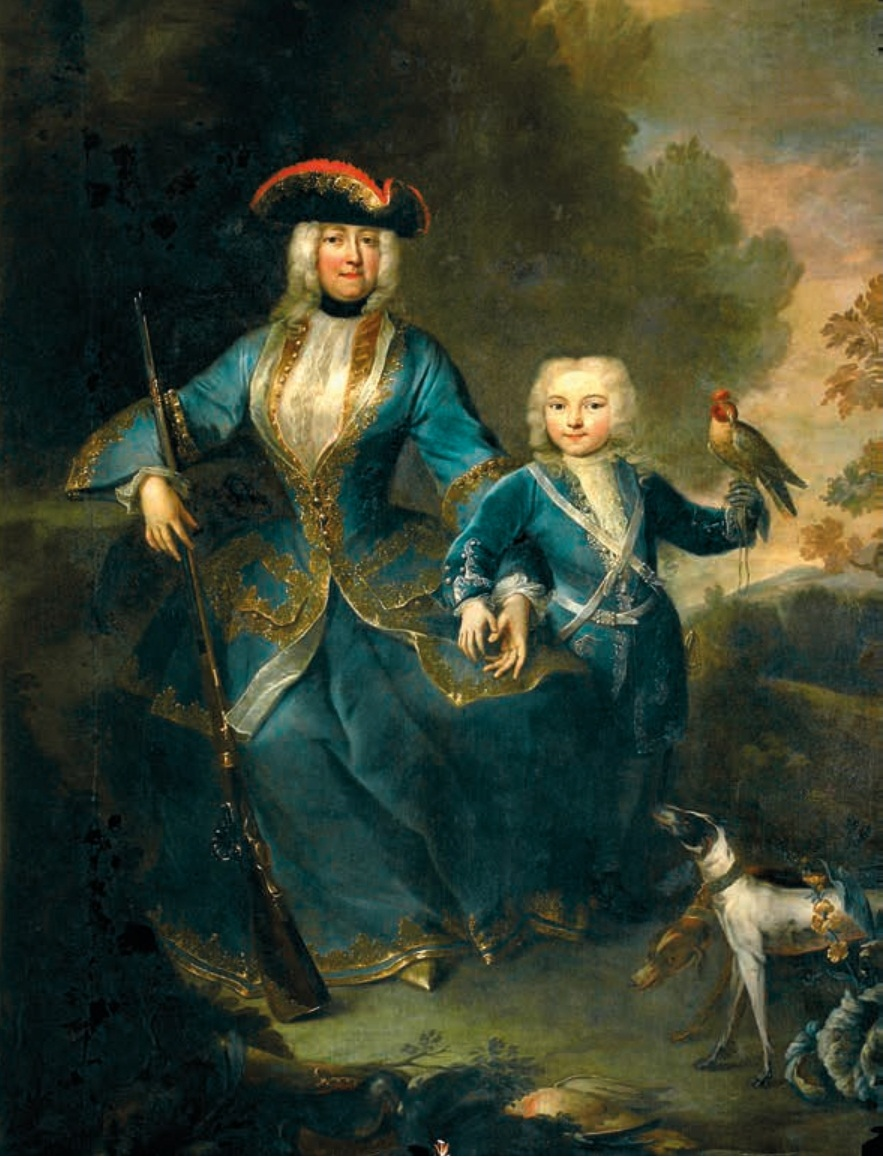
Att låta sig bli avporträtterad i jaktdräkt var en statussymbol. Här Eleonore av Schwarzenburg med sin son Joseph. Målad av Maximilian Hannel 1727.

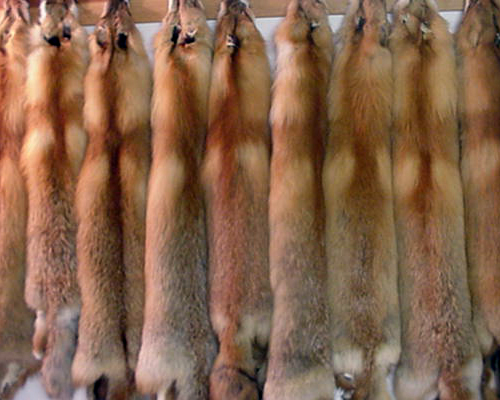
Högdjursjakt bedrevs dels för att få kött, dels för pälsens skull. På bilden syns skinn av rödräv.

Jaktregale är ett regale om jakt, vilket medger kronan all överrätt till jakt. Under medeltiden gällde jaktregalet i synnerhet högvilt på all mark, och denna rätt kunde endast överlåtas till enskilda genom privilegiebrev (jaktprivilegium). Jaktprivilegium ingick  normalt i adelsprivilegierna och gällde kollektivt för adeln.

## Jaktregalet i Europa
Från att jakträtten innan uppkomsten av feodalstater var helt fri, uppkom med länsväsendet regleringar av jakträtten vilka blev allt strängare, ju mera furstarna och stormännen gjorde den till sitt privilegium. Ursprungligen hade dessa ingen annan jakträtt än den som tillkom dem som ägare till stora jordegendomar; men efter hand, sedan deras makt ökats, undantogs för deras räkning jakten på betydliga enskilda skogsvidder, och den som utan tillstånd jagade där, belades med kungens "bann", ett strängare straff än allmänna lagen ådömde.
Omsider förlorade bönderna sin fria jakträtt, som förbehölls furstarna och ägarna av riddargodsen. Bönderna ålades därtill åtskilliga skyldigheter med avseende på jakten, såsom att biträda vid drevjakterna, vårda länsherrarnas hundar med mera, vilka skyldigheter efter hand blev alltmer tryckande. Därtill kom att deras åkerfält skövlades av det talrika villebrådet utan att de fick vidtaga några åtgärder. Dessa förhållanden fortfor ganska länge. I Frankrike var det först genom lagen av 26 mars 1798 som jordegendomarna befriades från all främmande jakträtt. Detta exempel följdes senare i de flesta av de tyska staterna (i Preussen med flera dock först 1848).
Ganska stränga lagar tillämpades dock länge i dessa länder, och i flera länder måste jordegendomen vara större än ett visst fastställt minimum för att den ska medföra jakträtt. Dessutom måste den enskilde jägaren årligen lösa ett tillståndsbevis till jakt.
På kontinenten utvecklades en hierarki för vilka djur det var hög status att fälla; regalet gällde jakt på djur som var högt placerade i den hierarkin (högdjur) och inte odjursjakt, det vill säga avskjutning av skadedjur. Till högdjur på kontinenten räknades bland andra hjortdjur, falk, vildsvin och ibland även björn.

## Jaktregalet i Sverige
Också i Sverige var jakten till en början fullkomligt fri, i det att villebrådet, i likhet med jorden och skogen, ansågs som ingens tillhörighet ("herrelöst gods"). Så fortfor ända in i de tider då lagar började bli nedskrivna, såsom framgår av ett stadgande i Västgötalagen. Men efter hand inskränktes denna frihet till lag att fälla rovdjur, såsom björn, varg och räv, vilka förklarades fridlösa varhelst de påträffades. Jakträtt i övrigt tillerkändes jordägaren så att varje fri man, såväl frälse som ofrälse, ägde rätt att utöva jakt på sina ägor, endast med de inskränkningar som för vissa antingen helt och hållet eller blott under någon del av året fridlysta djurarter var stadgade.
Bland dessa inskränkningar i jordägarens jakträtt var den förnämsta att rådjuret, såsom stadgas redan i Östgötalagen, förklarades för ett kungens djur som ingen annan än han ägde fälla. I Magnus Erikssons landslag förklarades älgjakt (med spjut) som förbjudet för allmogen. Förbudet gällde uttryckligen inte östra Dalsland, Värmland, södra Dalarna, Gästrikland eller Hälsingland (Storhälsingland). Däremot var bönder skyldiga att ha ett fyra famnar långt vargnät, och att jaga björn, räv och varg var tillåtet även på annans mark. Ekorre, mård och lodjur fick dock jagas på den egna marken. Härav ses att redan i denna äldre lagstiftning finns spår av att man betraktade jakträtten som ett regale från vilket begrepp sedermera härledde sig det av privilegium. Dock stadgas i Hälsingelagen om bågaskatt vilken fanns kvar i Norrland till 1600-talet, men i huvudsak gällde pälsdjur, och uttryckligen berodde på att de slapp ledungsplikten i utbyte mot att själva värja sitt land.
Men först under slutet av medeltiden gjorde sig bemödandet att göra jakten till en adlig, de ofrälse stånden förvägrad rättighet mera gällande. Dock torde adelns anspråk i detta avseende under sagda tid inte ha sträckt sig längre än till högdjuren och möjligen även till vissa fågelarter. Med högdjur avsågs rådjur och älg.
Först med utfärdandet av kungliga stadgan 22 mars 1647 förlorade skattebönderna i en stor del av landet nästan helt och hållet jakträtten på sina ägor, i det att ingen som inte ägde jaktprivilegium fick med bössa eller båge skjuta fågel eller hare. Åt allmogen medgavs endast att, där det inte för vissa orsakers skull blivit förbjudet, i tillåten tid med snaror fånga dylikt vilt, dock icke rapphöns, enär denna fågelart var adelsståndet förbehållen. Falkjakt, som på kontinenten sågs för en högdjursjakt, förekom i Särna socken under en period, med privilegier till holländare.
På Dal, i Värmland,  Dalarna, Norrland och Finland skulle dock allmogen fortsätta få fälla högdjur i laga tid, eller från Olofsmässan till fastetiden. Men ännu mera blev den fria jakträtten å skatteägor inskränkt genom k. stadgan 29 augusti 1664, vilken, utom att den förnyade förbudet att skjuta för dem som inte var därtill privilegierade, upphävde tillåtelsen för allmogen att med snaror fånga småvilt, endast med undantag av vad beträffar dem som bodde i skärgården, ty dessa skulle få behållas vid sin förra rätt att fånga och jämväl skjuta sjöfågel. Rovdjur var det däremot, enligt såväl 1647 som 1664 års jaktstadga, var och en medgivet att fälla, varhelst de påträffades.
I nära överensstämmelse med sistnämnda jaktstadga var förslaget till Byggningabalkens 23:e kapitlet av 1734 års lag avfattat; men då det avhandlades vid 1731 och 1734 års riksdagar, kom det till skarpa ordväxlingar mellan å ena sidan de ofrälse stånden, som hänvisade på Magnus Erikssons landslag och den däri skattebonde medgivna rätt till jakt på egen mark, samt å andra sidan adeln, som sökte göra den satsen gällande att all jakträtt fortfarande skulle tillkomma endast adeln och i främsta rummet kungen. Efter fruktlösa underhandlingar fattades omsider, på förslag av bondeståndet, beslutet att den del av nämnda kapitel, som handlade om jakträtt, skulle uteslutas. Därvid gjordes dock det förbehåll att anhållan skulle hos Kunglig Majestät göras att 1664 års jaktstadga, efter att ha blivit behörigen översedd och förbättrad på det sätt som överensstämde med vars och ens rättigheter, skulle till allmän efterrättelse få gälla till nästföljande riksdag, då vart stånd, ifall något vore att däremot påminna, hade tillfälle att söka ändring.
Någon sådan författning utkom emellertid inte, och först genom Gustav III:s kungliga förordning 21 februari 1789 (jämför Förenings- och säkerhetsakten) återfick skattebönder sin förlorade jakträtt, vilken rätt sedermera bekräftades och närmare bestämdes genom kungliga jaktstadgan 13 april 1808. Denna stadga föreskrev jämväl bland annat att jakten på rovdjur, som dittills varit fri för var och en, därefter inte fick anställas på andras ägor utan att jordägaren avsagt sig sin jakträtt.
Under jaktregalets framväxt upprättades också särskilda kungliga jaktparker vid vilka ståndsmässiga jaktslott skulle uppföras.
Rätten att jaga är fortfarande reglerad av staten, om än inte ett privilegium.